# Анархистко въоръжено движение в България
Анархистическото партизанско движение в България е организирана въоръжена съпротива в отговор на действията на превратаджийското правителство на Александър Цанков, Деветоюнския преврат. По това време Белият терор се разгаря с нечувани до този момент мащаби, а Цанков е наричан „кървавия професор“. Гражданската война в България достига своята кулминационна точка. Наказателните отряди на генералите Иван Вълков и Иван Русев и техните съюзници – „комитите“ на Иван Михайлов, започват поголовна сеч на всичко ляво и прогресивно, недоволно и критикуващо режима на Цанков. В нощите след 16 април 1925 г., безследно изчезват и са убити без съд и присъда Гео Милев и Йосиф Хербст, Васил Карагьозов и Сергей Румянцев.

## Начало на въоръжената съпротива
Анархистите от Федерацията на анархо-комунистите са едни от първите, които с оръжие в ръка чрез организираните от тях чети и градските бойни групи продължават да воюват срещу установената диктатура. В тези дни и нощи на гонения и репресии безследно изчезват Рачо Каранов и Иван Николов – Чолака, убит от михайловистите е Георги Шейтанов, чрез предателство е убит Васил Икономов, загиват Станчо Парасков, Илия Шаханов, Митьо Ганев, Стефан Иванов, Динко Попов, Димо Петранов – Разковник, Рахила Ангелова и Иванка Симеонова, Мариола Сиракова и още други.
В тези времена емигрират популярни анархисти като Александър Сапунджиев и Георги Жечев, Борис Щаров и Кирил Радев, Георги Хр. Попов, Желю Грозев, Иван Косев, братята Димитър и Дончо Бълхови, Никола Пенев – Пенски, Тодор Ангелов – Божаната и др., търсейки спасение. Някои техни другари избягват смъртта в замяна на получени дълги присъди – Борис Георгиев, Димитър Косев, Асен Алексиев – Гутин и.т.н. Въпреки терора единствената чета, която остава на българска територия в края на 1925 г., е четата на анархиста Васил Попов – Героя. Есента, цялата зима и пролетта на 1926 г., Героя и неговите съидейници Тинко Симов, Никола Кацаров, Михо Димитров и Димитър Дочев Рачев – Сокола, се укриват при своите ятаци в троянското село Борима, откъдето са Кольо Кацаров и Димитър Рачев.

## 1926 година
През юли 1926 година действа и анархистката група от районите на Пазарджик и Костенец. Неин инициатор е изключения от Пазарджишката гимназия анархист Милко Кайтазов от Костенец, в групата влизат Стоян Попов Илиев, Борис Ловчийски, бивш четник от периода от 1924 до 1925 г. и други. Извършен е неуспешен опит за ограбване на теснолинейката между Костенец и гара Сестримо, при който тежко е ранен и по-късно умира от раните си Стоян Попов. Арестувани, разследвани и изтезавани са около десет души от Пазарджик и Костенец.
Още с идването на лятото, партизанските чети на Васил Попов – Героя и Нано Петров се активизират и двете заедно на 20 юни 1926 г., извършват един от най-големите ексове в историята на българския анархизъм, като прибират от Троянската поща приблизително половин милион лева. На 20 юли Нано Петров, Дочо Узунов и другарите им нападат и Плевенската поща. На 24 юли същата година, бойците на Васил Попов правят неуспешен опит да освободят своите ятаци от село Голяма Желязна, нападайки конвоиращите ги полицаи. Тези дръзки акции карат властта да предприеме твърди мерки за смазване на четническото движение и поддържащата го мрежа от ятаци в Троянско и Ловешко. Командирован за целта е полковник Иван Дипчев само с единствената заповед за ликвидира хората на Васил Попов – Героя.
От един полицейски доклад става ясно, че на 15 юли анархистът Нешо Тумангелов, който предната есен е извел четата си в Югославия, е тръгнал от Пожаревац към границата с България. Така в началото на август 1926 г. той и неговите четници вече са в България и действат в района Панагюрище, Пирдоп и Клисура. С него са изпитаните бойци анархисти Стоян Тороманов, Велко Иванов, Стоян Иванов, Петър Узунов, Иван Шофелинов, в четата са още Иван Миронов, Андрей Врагов, Генко Гуджев, Лука Стойчев, общо тринадесет души, според пресата от това време.